# George Gabriel Stokes
Sir George Gabriel Stokes, 1. baronet [džórž géjbrijel stóvks], PRS, irski matematik in fizik, * 13. avgust 1819, Skreen, grofija Sligo, Irska, † 1. februar 1903, Cambridge, grofija Cambridgeshire, Anglija.
Stokes je najbolj znan po svojih prispevkih k dinamiki tekočin (Navier-Stokesove enačbe), optiki in matematični fiziki (Stokesov izrek). Bil je tajnik, nato pa med letoma 1885 in 1890 predsednik Kraljeve družbe v Londonu.

## Življenje in delo
Stokes je bil najmlajši sin častitljivega Gabriela Stokesa, župnika v Skreenu. Odraščal je v evangeličanski družini. Končal je šole v Skreenu, Dublinu in Bristolu.
Študiral je na Univerzi v Cambridgeu, kjer je leta 1837 diplomiral na Kolidžu Pembroke. Od leta 1849 do svoje smrti je bil trinajsti Lucasov profesor matematike na Univerzi v Cambridgeu. Od leta 1885]do 1890 je bil predsednik Kraljeve družbe. Pred tem je bil od leta 1854 eden od njenih tajnikov. Ker je bil tudi Lucasov profesor, je imel Stokes vsa tri službena mesta. Tudi Newton jih je imel, vendar ne istočasno.
Stokes je bil od trojice, poleg Maxwella in Kelvina, najstarejši. Vsi trije so veliko prispevali k cambriški šoli matematične fizike v sredini 19. stoletja. Katalog znanstvenih člankov Kraljeve družbe podaja več kot sto razprav, ki jih je objavil med letoma 1840 in 1882. Nekatere od njih so le kratki zapiski, druge kratka polemična in popravljalna besedila, večina pa so dolge in dovršene razprave.
Delo Zbrana dela v 5. knjigah (1880 - 1905) vsebuje veliko najbolj globokih problemov matematične fizike. Pomembna sta njegova zakona iz hidrodinamike in optike. Prvi zakon o gibanju v viskozni tekočini, pravi, da okroglo telo s polmerom r, ki se giblje v viskozni tekočini z viskoznostjo {\displaystyle \nu } s hitrostjo v, premaguje silo upora:
{\displaystyle F=6\pi r\nu v\!\,.}
Drugi pravi, da je valovna dolžina luminiscenčnega sevanja vedno večja ali vsaj enaka valovni dolžini istovrstnega sevanja, ki ga je povzročilo.
Proučeval je ultravijolično sevanje, fluorescenco. 
Znan je njegov Stokesov izrek, ki pravi, da je linijski integral vektorske funkcije vzet po neki zaprti krivulji K (cirkulacija polja) enak površinskemu integralu rotacije te funkcije vzetem po površini, ki jo omejuje zgornja vektorska funkcija {\displaystyle \Sigma }:
{\displaystyle \oint \limits _{K}\mathbf {V} \cdot \mathrm {d} \mathbf {r} =\int _{\Sigma }\nabla \times \mathbf {V} \cdot \mathrm {d} \mathbf {S} \!\,,}
ali v kartezičnih koordinatah:
{\displaystyle \oint \limits _{K}\left[V_{x}\,\mathrm {d} x+V_{y}\,\mathrm {d} y+V_{z}\,\mathrm {d} z\right]\!\,}
{\displaystyle =\iint \limits _{\Sigma }\left[\left({\frac {\partial V_{z}}{\partial y}}-{\frac {\partial V_{y}}{\partial z}}\right)\mathrm {d} y\,\mathrm {d} z+\left({\frac {\partial V_{x}}{\partial z}}-{\frac {\partial V_{z}}{\partial x}}\right)\mathrm {d} z\,\mathrm {d} x+\left({\frac {\partial V_{y}}{\partial x}}-{\frac {\partial V_{x}}{\partial y}}\right)\mathrm {d} x\,\mathrm {d} y\right]\!\,.}

## Priznanja

### Nagrade
Za svoje znanstvene dosežke je Stokes leta 1893 prejel Copleyjevo medaljo Kraljeve družbe.

### Poimenovanja
Po njem se imenujeta kraterja na Luni (Stokes) in na Marsu (Stokes), ter asteroid 30566 Stokes, ki ga je odkril 29. julija 2001 Paul G. Comba na Observatoriju Prescott v Prescottu, Arizona.
Po njem se imenuje tudi enota stokes (St) za kinematično viskoznost v sistemu cgs.